# Epitonium novangliae
Epitonium novangliae är en snäckart som först beskrevs av Couthouy 1838.  Epitonium novangliae ingår i släktet Epitonium och familjen vindeltrappsnäckor. Inga underarter finns listade i Catalogue of Life.